# Xuande Qundao
Die Xuande Qundao (chinesisch 宣德群島 / 宣德群岛, Pinyin Xuāndé Qúndǎo – „Xuande-Inseln“, vietn. Nhóm An Vĩnh), englisch auch Amphitrite Group oder Amphitrite-Gruppe, sind ein Archipel von Korallenatollen, das zusammen mit den Yongle Qundao die Paracel-Inseln (Xisha-Inseln) bildet. Es liegt rund 330 km südöstlich der chinesischen Insel Hainan und 400 km östlich von Vietnam im Südchinesischen Meer.
Neben der Volksrepublik China beanspruchen auch die Republik China auf Taiwan und Vietnam die Inselgruppe.
Die Inseln werden von der Volksrepublik China kontrolliert und sind Teil der bezirksfreien Stadt Sansha in der Provinz Hainan. Der Archipel ist nach dem Xuande-Kaiser der Ming-Dynastie benannt, der im Jahre 1430 Admiral Zheng He mit seiner Flotte zu seiner siebenten und letzten Seereise ausschickte. Der Name Amphitrite-Gruppe bezeichnet in der Regel nur das Xuande-Atoll und schließt die anderen Formationen nicht mit ein.

## Geographie
Der Archipel setzt sich aus zwei Atollen, dem Riff eines versunkenen Atolls und einer isolierten Sandbank zusammen.

### Xuande-Atoll
Das Xuande-Atoll (宣德环礁) bildet keine geschlossene Formation: Im Westen klafft eine relativ große Lücke. Im Norden liegen dicht beieinander die „Sieben Inselchen“ (Qilian Yu 七连屿), aus denen inzwischen acht geworden sind, im Osten auf einem Riffrücken die Hauptinsel Yongxing Dao und die Insel Shi Dao, die mit 14 m die höchste Erhebung der Xisha-Inseln überhaupt hat. Im Süden schließt Yinli Tan, eine versunkene Sandbank, die nur bei Ebbe manchmal sichtbar ist, das Atoll ab.
| Chinesischer Name          | Vietnamesischer Name | Englischer Name    | Koordinaten           | Fläche       | Bemerkungen                                                                           |
| -------------------------- | -------------------- | ------------------ | --------------------- | ------------ | ------------------------------------------------------------------------------------- |
| Shi Dao (石岛)             | Đảo Đá               | Rocky Island       | 16° 51′ N, 112° 21′ O | 0,08 km²     | liegt direkt nordöstlich vor Yongxing Dao, erhebt sich 14 m über die Wasseroberfläche |
| Xi Shazhou (西沙洲)        | Cồn cát Tây          | West Sand          | 16° 59′ N, 112° 13′ O | 0,2 km²      | im Nordwesten                                                                         |
| Yinli Tan (银砾滩)         | Bãi Bình Sơn         | Iltis Bank         | 16° 46′ N, 112° 13′ O | keine Angabe | im Südwesten                                                                          |
| Yongxing Dao (永兴岛)      | Đảo Phú Lâm          | Woody Island       | 16° 50′ N, 112° 20′ O | 2,1 km²      | Hauptinsel der Xuande Qundao und der Xisha-Inseln insgesamt                           |
| Zhaoshu Dao (赵述岛)       | Đảo Cây              | Tree Island        | 16° 59′ N, 112° 16′ O | 0,22 km²     | im Norden, bei den Qilian Yu                                                          |
| Qilian Yu (七连屿)         | fehlt                | Qilian Yu Subgroup | 16° 57′ N, 112° 19′ O | 0,836 km²    | die „Sieben Inselchen“, Untergruppe im Nordosten des Archipels                        |
| Bei Dao (北岛)             | Đảo Bắc              | North Island       | 16° 58′ N, 112° 19′ O | 0,4 km²      |                                                                                       |
| Bei Shazhou (北沙洲)       | Cồn cát Bắc          | North Sand         | 16° 56′ N, 112° 21′ O | 0,02 km²     |                                                                                       |
| Dongxin Shazhou (东新沙洲) | fehlt                | New East Sand      | 16° 55′ N, 112° 21′ O | 0,004 km²    |                                                                                       |
| Nan Dao (南岛)             | Đảo Nam              | South Island       | 16° 57′ N, 112° 20′ O | 0,17 km²     |                                                                                       |
| Nan Shazhou (南沙洲)       | Cồn cát Nam          | South Sand         | 16° 56′ N, 112° 21′ O | 0,06 km²     |                                                                                       |
| Xixin Shazhou (西新沙洲)   | fehlt                | New West Sand      | 16° 55′ N, 112° 21′ O | 0,002 km²    |                                                                                       |
| Zhong Dao (中岛)           | Đảo Trung            | Middle Island      | 16° 57′ N, 112° 19′ O | 0,13 km²     |                                                                                       |
| Zhong Shazhou (中沙洲)     | Cồn cát Trung        | Middle Sand        | 16° 56′ N, 112° 21′ O | 0,05 km²     |                                                                                       |
| zusammen                   |                      |                    |                       | > 3,436 km²  |                                                                                       |

### Dongdao-Atoll
Das Dongdao-Atoll (东岛环礁) liegt im Osten des Archipels. Seine Korallenriffe haben sich ungleichmäßig entwickelt. Im Nordosten ragen sie hoch auf und bilden die beiden Inseln Dong Dao und Gaojian Shi. Dong Dao ist die zweitgrößte der Xisha-Inseln und ein beliebter Rast- und Brutplatz für Seevögel. Gaojian Shi ist die einzige Insel im Südchinesischen Meer, die sich aus der erkalteten Lava eines unterseeischen Vulkans gebildet hat. Im Südwesten sind die Riffe relativ flach geblieben. Auf ihnen haben sich nur drei Sandbänke (Beibian Lang, Zhanhan Tan und Binmei Tan) gebildet, die sich in der Regel nicht über die Wasseroberfläche erheben.
| Chinesischer Name     | Vietnamesischer Name | Englischer Name | Koordinaten           | Fläche       | Bemerkungen                       |
| --------------------- | -------------------- | --------------- | --------------------- | ------------ | --------------------------------- |
| Beibian Lang (北边廊) | Bãi Thuỷ Tề          | Neptuna Bank    | 16° 32′ N, 112° 33′ O | keine Angabe | im Osten                          |
| Binmei Tan (滨湄滩)   | Bãi Châu Nhai        | Bremen Bank     | 16° 17′ N, 112° 27′ O | keine Angabe | im Osten                          |
| Dong Dao (东岛)       | Đảo Linh Côn         | Lincoln Island  | 16° 40′ N, 112° 44′ O | 1,7 km²      | im Osten, zweitgrößte Xisha-Insel |
| Gaojian Shi (高尖石)  | Hòn Tháp             | Pyramid Rock    | 16° 35′ N, 112° 39′ O | 0,04 km²     | im Osten                          |
| Zhanhan Tan (湛涵滩)  | Bãi Quảng Nghĩa      | Jehangire Bank  | 16° 25′ N, 112° 37′ O | keine Angabe | im Osten                          |
| zusammen              |                      |                 |                       | > 1,74 km²   |                                   |

### Isolierte Formationen
Das Langhua-Riff im äußersten Südosten bildet kein Atoll und hat keine Formationen oberhalb der Wasseroberfläche. Die VR China errichtete hier einen ständig besetzten Leuchtturm, da sich das Riff direkt an einer internationalen Schifffahrtsroute befindet. Die Sandbänke Songtao Tan und Xidu Tan liegt isoliert im äußersten Südwesten und Nordosten des Archipels.
| Chinesischer Name     | Vietnamesischer Name | Englischer Name | Koordinaten           | Fläche                                   | Bemerkungen                                                                   |
| --------------------- | -------------------- | --------------- | --------------------- | ---------------------------------------- | ----------------------------------------------------------------------------- |
| Langhua Jiao (浪花礁) | Đá Bông Bay          | Bombay Reef     | 16° 3′ N, 112° 33′ O  | keine Erhebung über die Wasseroberfläche | Riff eines versunkenen Atolls im äußersten Südosten der Xisha-Inseln          |
| Songtao Tan (嵩焘滩)  | Bãi Ốc Tai Voi       | Herald Bank     | 15° 43′ N, 112° 13′ O | keine Angabe                             | Sandbank im äußersten Südwesten der Xuande-Qundao, unter der Wasseroberfläche |
| Xidu Tan (西渡滩)     | Bãi Gò Nổi           | Dido Bank       | 16° 49′ N, 112° 54′ O | keine Angabe                             | Sandbank im äußersten Nordosten                                               |

## Administrative Gliederung
Als Teil der Stadt Sansha untergliedern die Inseln sich in eine Einwohnergemeinschaft und zwei Dörfer. Alle drei Verwaltungseinheiten sind direkt der Stadtregierung von Sansha unterstellt.
- Einwohnergemeinschaft Yongxing (永兴社区), auf Yongxing Dao, Sitz der Stadtregierung;
- Dorf Qilianyu (七连屿村), auf Zhaoshu Dao;
- Dorf Yongxing (永兴村), auf Yongxing Dao.